# Oedicladium hebridarum
Oedicladium hebridarum là một loài Rêu trong họ Myuriaceae. Loài này được (Schimp.) Cardot miêu tả khoa học đầu tiên năm 1905.